# Postura contra la normalización de relaciones con Israel
Postura contra la normalización de relaciones con Israel es un movimiento político y social que se opone a la normalización de las relaciones con el Estado de Israel en varios campos, incluyendo la diplomacia, la economía, la cultura y otros aspectos.Este movimiento sostiene que cualquier forma de normalización con Israel debe ser rechazada hasta que se resuelva de manera justa la cuestión palestina, que incluye el derecho al retorno de los refugiados palestinos y el establecimiento de un estado palestino independiente en los territorios ocupados por Israel en 1967.

## Contexto histórico
La postura contra la normalización de relaciones con Israel tiene sus raíces en las primeras etapas del conflicto árabe-israelí, especialmente después de la ocupación de Palestina por parte de Israel en 1948 y la guerra de 1967. El rechazo a la normalización se consolidó aún más con los acuerdos de Camp David en 1978, que llevaron a Egipto a firmar un tratado de paz con Israel, lo que provocó la condena de muchos países árabes y una reacción en contra de los acuerdos de paz. En 1993, los Acuerdos de Oslo entre Israel y la Organización para la Liberación de Palestina (OLP) generaron también una gran división en la opinión pública árabe y musulmana.

## Tipos de normalización
Los opositores a la normalización no solo se oponen a la normalización diplomática, sino también a otros tipos de normalización, que incluyen:
- Normalización política: Involucra la creación de embajadas y visitas diplomáticas de alto nivel entre los países árabes e Israel, lo cual es visto como un reconocimiento de la ocupación israelí.[3]
- Normalización económica: Incluye acuerdos comerciales y de inversión entre países árabes e Israel, especialmente después de los Acuerdos de Abraham, que normalizaron las relaciones entre Israel y varios países árabes.[4]
- Normalización cultural: Esto incluye la participación de artistas árabes en eventos en Israel o la realización de eventos culturales conjuntos, lo que es considerado por algunos como una violación del boicot cultural contra Israel.[5]
- Normalización educativa: Involucra la cooperación entre universidades árabes e israelíes, lo cual fue rechazado por el movimiento PACBI (Palestinian Campaign for the Academic and Cultural Boycott of Israel) en 2004.[6]
- Normalización deportiva: Incluye la participación de equipos deportivos árabes en competiciones que involucren a Israel, lo cual es visto como una forma de blanquear la imagen de Israel a nivel internacional.[7]

## Argumentos contra la normalización
Los opositores a la normalización argumentan que:
- Israel ha estado ocupando territorios palestinos desde 1967, violando el derecho internacional y expandiendo los asentamientos ilegales en Cisjordania y Jerusalén Este.
- Las políticas de Israel sobre la expansión de los asentamientos son consideradas ilegales por las resoluciones de la ONU, especialmente la resolución 2334 del Consejo de Seguridad de la ONU en 2016.
- Organizaciones de derechos humanos como Human Rights Watch y Amnistía Internacional han descrito las políticas de Israel como apartheid, un sistema de segregación racial y opresión.
- La normalización da legitimidad al régimen de ocupación israelí y socava los derechos legítimos del pueblo palestino, al tiempo que debilita la unidad árabe y musulmana en su lucha contra la ocupación.
- La normalización no ha traído ninguna mejora tangible para el pueblo palestino y ha contribuido al debilitamiento de la causa palestina a nivel internacional.

## Movimientos contra la normalización
Existen varios movimientos en el mundo árabe y musulmán que rechazan la normalización con Israel, entre ellos:
- El movimiento BDS (Boicot, Desinversiones y Sanciones): Este movimiento fue lanzado en 2005 y busca aislar a Israel a través de medidas no violentas como el boicot económico, académico y cultural.
- PACBI (Campaña Palestina para el Boicot Académico y Cultural a Israel): Fundado en 2004, este movimiento busca promover el boicot cultural y académico a Israel en todo el mundo.
- Movimientos en países árabes como Jordania, Túnez y Marruecos: Estos movimientos luchan contra cualquier tipo de cooperación con Israel, incluyendo acuerdos económicos y culturales.

## Opinión pública y política sobre la normalización
A pesar de que algunos gobiernos árabes han firmado acuerdos de normalización con Israel, como los Acuerdos de Abraham entre Israel, los Emiratos Árabes Unidos, Bahréin, Sudán y Marruecos, la opinión pública árabe sigue siendo en su mayoría opuesta a la normalización. Según una encuesta realizada en 2022, un 84% de los árabes se oponen a reconocer a Israel, y un 76% apoya el boicot económico a Israel.

## Críticas a la normalización
Los críticos de la normalización afirman que:
- No ha habido una mejora significativa para los palestinos, mientras que Israel ha continuado con su ocupación y expansión de asentamientos.
- Ha fortalecido la ocupación israelí y ha dividido a la unidad árabe.
- Ha debilitado la solidaridad internacional con la causa palestina y ha desviado la atención de la lucha por los derechos palestinos.
- Ha dado a Israel beneficios políticos, económicos y de imagen internacional sin que haya realizado ninguna concesión a los derechos de los palestinos.

## Críticas a los movimientos contra la normalización
Algunos analistas y académicos ven la normalización como un paso hacia la paz y la cooperación en la región, pero esta visión es ampliamente rechazada por aquellos que consideran que la normalización sin una solución justa al conflicto palestino refuerza la opresión israelí y socava la causa palestina.